# Glauco Servadei
Glauco Servadei (Forlì, 28 de juliol de 1913 - Forlì, 27 de desembre de 1968) va ser un ciclista italià que fou professional entre 1936 i 1950. Durant aquests anys aconseguí una vintena de victòries, entre elles sis etapes del Giro d'Itàlia i dues del Tour de França.

## Palmarès
- 1931
  - 1r al Giro de l'Emília
- 1933
  - 1r a la Copa Ciutat d'Asti
- 1934
  - 1r a la Coppa Caivano
- 1937
  - Vencedor de 2 etapes al Giro d'Itàlia
- 1938
  - Vencedor de 2 etapes al Tour de França
- 1939
  - 1r de velocitat al Giro de la Província de Torí, amb Giordano Cottur
  - Vencedor d'una etapa al Giro d'Itàlia
- 1940
  - Vencedor de 3 etapes al Giro d'Itàlia
- 1942
  - 1r de la Copa Bernocchi
  - 1r a la Milà-Màntua
  - 1r de la Torí-Piacenza
  - 1r de la Copa Vall Scribia
  - 1r de la Copa Serafini
- 1943
  - 1r al Giro de la província de Milà, amb Fiorenzo Magni i vencedor de la prova de velocitat i de duo
  - 1r del Giro d'Itàlia de la Guerra i del Gran Premi de Roma

### Resultat al Giro d'Itàlia
- 1937. 14è de la classificació general i vencedor de 2 etapes
- 1939. 13è de la classificació general i vencedor d'una etapa
- 1940. 22è de la classificació general i vencedor de 3 etapes
- 1946. Abandona
- 1947. 23è de la classificació general
- 1949. 48è de la classificació general

### Resultat al Tour de França
- 1937. Abandona (2a etapa)
- 1938. 20è de la classificació general i vencedor de 2 etapes